# Polyzonus laosensis
Polyzonus laosensis är en skalbaggsart som beskrevs av Maurice Pic 1923. Polyzonus laosensis ingår i släktet Polyzonus och familjen långhorningar.
Artens utbredningsområde är Laos. Inga underarter finns listade i Catalogue of Life.